# Friedrich von Wartenberg
Friedrich von Wartenberg († 31. Dezember 1454) war Abt des Klosters Reichenau (1428–1454). 

## Leben
Friedrich von Wartenberg zu Wildenstein stammte aus dem Geschlecht der Freiherren von Wartenberg mit dem Stammsitz auf der Wartenberg bei Geisingen. Er war Mönch und Conventuale der Benediktinerabtei in Sankt Blasien im Südschwarzwald. Von 1423 bis 1427 war er Propst in der Propstei Klingnau, einem Sitz der Abtei St. Blasien.
Papst Martin V., der 1417 im Konzil von Konstanz zum Papst gewählt wurde, setzte Friedrich von Wartenberg am 26. März 1428 zum 54. Abt des Klosters Reichenau ein und stellt ein Empfehlungsschreiben zuhänden Kaiser Sigismund aus. Friedrich von Wartenberg galt als Wiederbegründer des Klosters auf der Insel Reichenau, das zum Amtsantritt noch aus den zwei Novizen Heinrich Graf von Lupfen und Johann Freiherr von Rofenel bestand – die aber schließlich auch aus dem Kloster austraten. Er öffnete mit Hilfe der Abtei St. Gallen den Konvent für den niederen Adel und ließ die Klosterklausur mit dem Ostchor des Reichenauer Münsters neu errichten. Zudem reformierte er die Klosterstruktur, sanierte die ökonomischen Verhältnisse und setzte sich für die Verbesserung des Bildungsstandes der Mönche sowie des Weltklerus, der viele Gäste auf die Insel brachte, ein. Aus seinem Wirken erwuchsen die Mönche Heinrich von Planta, Johann Pfuser und Eberhard Kürnegger; der Pharmazeut Hans Spänlin siedelte sich auf der Insel an. 1433 beauftragte Papst Eugen IV. die Wiederbeschaffung der Güter des Klosters Reichenau.
Er war Teilnehmer am Konzil in Basel (1431–1449), das Papst Martin kurz vor seinem Tode einberief.